# بونزی کولسون
بونزی کولسون (انگلیسی: Bonzie Colson؛ زادهٔ ۱۲ ژانویهٔ ۱۹۹۶) بازیکن بسکتبال اهل ایالات متحده آمریکا است.